# Melbourne City FC
Melbourne City is een Australische voetbalclub uit Melbourne die in 2009 is opgericht en in het seizoen 2010/2011 voor het eerst meedeed in de A-League. Tot medio 2014 was de clubnaam Melbourne Heart FC.
De club was de tweede uitbreiding van de A-League en de elfde club in de competitie. Investeerder Peter Sidwell kocht de licentie van de bond en John Didulica (de broer van oud-AZ-, oud-Austria Wien-, en oud Ajax-keeper Joey Didulica) werd aangesteld als technisch directeur.
Henk van Stee kreeg een aanbod om trainer-coach te worden, maar hij koos voor een baan bij FK Zenit in Rusland. Hierna richtte de club zich op de Nederlandse oud-international John van 't Schip, op dat moment assistent-coach bij Ajax. Ook Mark Viduka werd aan de club gelinkt. Josip Skoko en de Nederlanders Rutger Worm en Gerald Sibon stonden sinds de zomer van 2010 onder contract bij Melbourne Heart FC. Van 't Schip wilde Sibon laten voetballen als schaduwspits, maar daar was geen geld voor waardoor hij noodgedwongen vertrok. Worm verliet de club eind augustus 2012 en speelde daarna voor FC Emmen. In februari 2013 kwam Marcel Meeuwis drie maanden spelen bij Melbourne Heart.
Begin 2012 verliet Van 't Schip de club en werd opgevolgd door John Aloisi. In het seizoen 2012/13 eindigde Melbourne Heart als negende van de tien clubs. Ook het volgende seizoen werd slecht begonnen en de club stond met afstand onderaan. Aloisi werd eind december 2013 vervangen door de teruggekeerde Van 't Schip. Hierna werden de resultaten een stuk beter maar de play-off werd net gemist. Begin 2014 kocht Manchester City 80% van de club. De overige aandelen kwamen in handen van een groep investeerders rond de rugbyclub Melbourne Storm. Op 5 juni 2014 werd de naam veranderd in Melbourne City FC. De Spaanse international David Villa werd aangetrokken voor het nieuwe seizoen. In 2016 won de club de FFA Cup door in de finale Sydney FC met 1-0 te verslaan door een doelpunt van Tim Cahill.
Het vrouwenteam won in het seizoen 2015/16 de W-League.

## Erelijst
- FFA Cup: 2016

## Bekende (oud-)City Boys

### Spelers
- Aziz Behich
- Valon Berisha
- Jordan Bos
- Tim Cahill
- Simon Colosimo
- Orlando Engelaar
- Bruno Fornaroli
- Craig Goodwin
- Michael Jakobsen
- Harry Kewell
- Patrick Kisnorbo
- Ritchie De Laet
- Mathew Leckie
- Jamie Maclaren
- Marcel Meeuwis
- Bart Schenkeveld
- Gerald Sibon
- Josip Skoko
- Thomas Sørensen
- Richard van der Venne
- David Villa
- Rob Wielaert
- Rutger Worm

### Trainers
- John Aloisi
- Warren Joyce
- Patrick Kisnorbo
- Erick Mombaerts
- John van 't Schip
- Michael Valkanis
- Aurelio Vidmar
- Peter Zois

Adelaide United · Brisbane Roar FC · Central Coast Mariners · Macarthur FC · Melbourne City FC · Melbourne Victory · Newcastle United Jets · Perth Glory · Sydney FC · Wellington Phoenix FC · Western Sydney Wanderers · Western United

Opgeheven: Gold Coast United FC (heropgericht in 2017) · New Zealand Knights · North Queensland Fury (heropgericht in 2012)